# UFC 266
UFC 266: Volkanovski vs. Ortega fue un evento de artes marciales mixtas producido por Ultimate Fighting Championship que tuvo lugar el 25 de septiembre de 2021 en el T-Mobile Arena en Paradise, Nevada, parte del área metropolitana de Las Vegas, Estados Unidos.

## Antecedentes
Tras un paréntesis de un año debido a la pandemia de COVID-19, la promoción anunció el regreso de la «Semana Internacional de la Lucha», que se celebrará en Las Vegas durante los días previos y los alrededores del evento.
En el evento estaba previsto un combate por el Campeonato de Peso Semipesado de UFC entre el actual campeón Jan Błachowicz (también ex Campeón de Peso Semipesado de KSW) y el ex aspirante al título Glover Teixeira. Sin embargo, el combate se pospuso a finales de junio y se trasladó a UFC 267.
El combate por el Campeonato de Peso Pluma de UFC entre el actual campeón Alexander Volkanovski y el ex aspirante al título Brian Ortega, encabezó el evento. El emparejamiento estaba previsto para UFC 260, pero se canceló una semana antes de celebrarse porque Volkanovski dio positivo por COVID-19. El emparejamiento se pospuso entonces unos meses ya que ambos luchadores fueron nombrados entrenadores principales de The Return of The Ultimate Fighter: Team Volkanovski vs. Team Ortega.
El combate por el Campeonato Femenino de Peso Mosca de UFC entre la actual campeona Valentina Shevchenko y la ex Campeona de Peso Gallo de Invicta FC Lauren Murphy sirvió de coestelar.
En este evento tuvo lugar un combate de peso medio entre el ex Campeón de Peso Wélter de UFC, Robbie Lawler, y el ex Campeón de Peso Wélter de WEC y Strikeforce, Nick Díaz (también ex aspirante al título de peso wélter), lo que supuso la segunda vez que se programa un combate no principal y sin título a cinco asaltos. Ya se enfrentaron hace 17 años en UFC 47, con la victoria de Díaz por nocaut. El combate iba a celebrarse originalmente en el peso wélter, pero se subió de categoría días antes del evento.
En el evento se celebró un combate de peso pesado entre Shamil Abdurakhimov y Chris Daukaus. La pareja estaba inicialmente programada para enfrentarse el 24 de julio de 2021 en UFC on ESPN: Sandhagen vs. Dillashaw, pero el enfrentamiento fue eliminado de esa tarjeta el 19 de julio debido a los protocolos de COVID-19 dentro del campamento de Abdurakhimov. El enfrentamiento se mantuvo intacto y fue reprogramado para la semana siguiente en UFC on ESPN: Hall vs. Strickland, pero fue pospuesto de nuevo debido a razones no reveladas.
Un combate de peso mosca femenino entre la ganadora de peso paja The Ultimate Fighter: Team Joanna vs. Team Cláudia Tatiana Suárez y la ex aspirante al título Roxanne Modafferi se esperaba en el evento. Sin embargo, Suárez se retiró debido a una lesión de rodilla que requerirá cirugía. Fue sustituida por Taila Santos. El emparejamiento de Modafferi y Santos estaba programado previamente para UFC on ESPN: Rodríguez vs. Waterson, pero Modafferi se retiró debido a una rotura de menisco un mes antes del evento y el combate fue descartado.
Un combate de peso gallo entre Timur Valiev y Ricky Simón fue originalmente vinculado a este evento. Sin embargo, el combate nunca fue anunciado oficialmente por la promoción y Valiev estaba programado para enfrentarse a Daniel Santos el 16 de octubre en UFC Fight Night: Holm vs. Dumont.
Se esperaba que el combate de peso mosca femenino entre Manon Fiorot y Mayra Bueno Silva tuviera lugar en el evento. Sin embargo, el combate se pospuso a UFC Fight Night: Holm vs. Dumont debido a los protocolos de COVID-19.
El combate de peso medio entre Karl Roberson y Nick Maximov estaba programado para este evento. Sin embargo, Roberson se vio obligado a retirarse del evento debido a problemas médicos y fue sustituido por el recién llegado a la promoción Cody Brundage.

## Resultados
1. ↑  Por el Campeonato de Peso Pluma de la UFC.
2. ↑  Por el Campeonato Femenino de Peso Mosca de la UFC.

## Premios de bonificación
Los siguientes luchadores recibieron bonificaciones de $50000 dólares.
- Pelea de la Noche: Alexander Volkanovski vs. Brian Ortega
- Actuación de la Noche: Merab Dvalishvili y Chris Daukaus